# Vera Sharav
Vera Sharav est une américaine née en Roumanie, activiste dans le domaine médical, notamment fondatrice de l’organisation sans but lucratif Alliance for Human Research Protection (en),, qui milite contre certaines pratiques de l'industrie biomédicale, notamment en matière de consentement des patients et des enfants. L'AHRP développe des pratiques de recherche médicale éthiques afin de minimiser les risques et assurer la protection des droits de l'homme, du bien-être et de la dignité.
Rescapée de l'holocauste et après des années de combat contre les laboratoires pharmaceutiques et l'establishment, Vera Sharav milite contre la vaccination Covid-19 qu'elle considère être une technologie expérimentale.

## Biographie
Vera Sharav, née Vera Roll en 1937 en Roumanie, a survécu à l'Holocauste dans son enfance ; son père n'a pas survécu. En 1941, quelque 145 000 Juifs roumains et hongrois - y compris sa famille - ont été déportés vers une région connue sous le nom de Transnistrie le long de la frontière ukrainienne. Il est devenu l'un des champs de bataille les plus terrible de la guerre, où jusqu'à 250 000 Juifs ont été massacrés ou sont morts de maladie ou de faim.
Les membres de la famille Roll ont été envoyés dans la ville de Moguilev, que les Roumains et les nazis avaient transformée en camp de concentration. Le père de Vera est décédé, quelques semaines après leur arrivée, probablement du typhus.
Lorsqu'un effort international a été organisé pour sauver des orphelins juifs, sa mère s'est arrangée pour que la jeune Vera parte seule malgré ses objections et ses larmes. Après un voyage éprouvant hors du camp, Vera s'est rendue dans une ville de la mer Noire, où une flottille de trois bateaux devait naviguer vers Istanbul. Vera devait rejoindre un groupe de 61 enfants sur un petit navire marchand, le Mefkure. Mais elle a insisté pour monter sur un autre bateau avec trois adultes qui s'étaient occupés d'elle dans le train. Le Mefkure est finalement parti sans Vera. Deux jours plus tard, le 4 août 1944, il fut mitraillé par des tirs de canons et de mitrailleuses et coula. Tous sauf cinq des 320 réfugiés à bord ont été tués. « C'est là que j'aurais été, si j'avais écouté l'autorité », a déclaré Vera Sharav.
Vera Sharav s'est rendue à Istanbul, puis en Palestine, où elle a vécu pendant trois ans avec sa tante et son oncle dans une ferme. Puis, alors âgée de huit ans, elle a navigué vers New York, où elle a retrouvé sa mère, qui a survécu aux derniers mois de la guerre. Leur relation restera tendue, par le sentiment d'abandon de Vera et l'indépendance qu'elle a développée pour compenser.
Elle étudie ensuite au City College de New York l'histoire de l'art. Après un mariage et deux enfants, elle retourne à l'université, au Pratt Institute de New York, où elle obtient en 1971 une maîtrise en bibliothéconomie. Elle a travaillé comme bibliothécaire juridique pour un cabinet d'avocats.
Pendant 20 ans, elle travaille bénévolement, dépose des plaintes auprès des autorités, soumet des demandes d'accès à l'information et partage ses découvertes et ses opinions avec de nombreux journalistes. Son mari, Itzhak Sharav, a enseigné la comptabilité et la finance à Columbia et à la City University de New York.

## Militantisme
Vera Sharav devient militante contre certains aspects de la recherche biomédicale après la mort de son fils adolescent d'une réaction à la clozapine, qui lui avait été prescrite pour un trouble schizo-affectif. Elle reproche à l'industrie d'être axée sur le profit, de mentir à ses consommateurs, et d'inciter les gens à participer à des essais qui sont, selon elle, des traitements médicaux. Elle s'intéresse particulièrement aux dispenses de consentement éclairé émises par la Food and Drug Administration (FDA), qui permettent de faire subir des essais thérapeutiques à des sujets inconscients ou incapables ou handicapés.
Sa critique des études cliniques, où selon elle le consentement du patient est douteux, l'a amenée à faire campagne contre Northfield Laboratories, fabricants du PolyHeme ; elle a déposé des plaintes et a lancé une campagne par e-mail qui a conduit les médias puis le Sénat américain à enquêter sur l'affaire. Vera Sharav affirmait que le produit est toxique et que les personnes sur lesquelles il avait été testé n'avaient pas été correctement informées des risques.
En 2021, Vera Sharav s'est prononcée clairement contre la vaccination anti-Covid. Le 18 mars 2021, lors d'une interview sur le site de l’organisation Children's Health Defense, le docteur Uwe Alschner lui demande : « L’antisémitisme est donc un interdit absolu dans la société allemande ! Il est même devenu une sorte d’arme politique. Récemment, cela a également été utilisé contre les critiques des mesures Corona, qui ont été qualifiées d' « antisémites ». Pour une grande partie de la population allemande, il s’agissait d’une sorte de moyen de dissuasion pour ne pas s’attaquer aux protestations, aux mesures Corona ou à la vaccination. Que pensez-vous de cela, Vera ? »
Vera Sharav lui répond alors sans ambages : « Eh bien, il a fallu trois générations pour que le peuple allemand comprenne. N’oublions pas que seuls 23 professionnels de la santé ont été traduits en justice à Nuremberg, alors que des milliers de personnes étaient impliquées. Et ils sont retournés directement à leurs postes dans les universités et les laboratoires. Il a même été possible qu’un médecin nazi prenne la tête de la World Medical Association. »
Concernant le vaccin anti-covid elle explique : « Nous ne savons pas ce que le vaccin va réellement faire. C’est une question qui se pose pour les vaccins, et il s’agit d’une technologie expérimentale qui n’a jamais été appliquée aux humains auparavant. Mais d’après les quelques recherches effectuées sur les animaux, nous savons que les animaux ne se sont pas bien comportés lorsqu’ils ont été exposés au véritable virus. Le vaccin ne les dérangeait pas, ils allaient bien. Mais quand ils ont été exposés au vrai virus… »
Puis elle ajoute : « C’est en effet un énorme crime contre l’humanité qui se déroule sous nos yeux ! L’Holocauste n’est pas non plus apparu du jour au lendemain. Il a commencé avec l'Opération T4 (programme d’euthanasie), et je n’accepte pas que quelqu’un prétende ne pas voir la ressemblance avec le carnage actuellement perpétré sur les personnes âgées, en particulier celles qui se trouvent dans des centres de soins de longue durée et des maisons de retraite. Il s’agissait d’ordonnances et de lois des gouvernements des pays industriels les plus riches et les plus développés du monde occidental. Ce sont ces pays qui tentent aujourd’hui de vider leurs maisons, comme l’a fait Hitler. Il a commencé par les bébés et les jeunes enfants, les handicapés. Mais peu après, il a ciblé les résidents des maisons de retraite. On les appelait les mangeurs inutiles ».
Le 23 janvier 2022 lors d'une interview au Press Club Brussels Europe (en) à Bruxelles, Vera Sharav exprime encore son inquiétude face aux journalistes : « Pour vous, quels sont les faits indiscutables qui vous indiquent que quelque chose se passe, que ça recommence ? ». Vera Sharav répond : « En voyant les vidéos de la police, en uniforme noir dans les villes occidentales attaquant brutalement les manifestants. [...] L'holocauste n'aurait pas eu lieu si les gens avaient parlé et rejeté ce qui se passait.[...] Dire simplement plus jamais ça ne veut pas dire grand chose, si vous réduisez au silence ceux qui essaient d'empêcher que cela ne se reproduise ».

## Méthodes et évaluation
Les méthodes de Vera Sharav sont louées par certains et critiquées par d'autres. Marcia Angell, ancienne rédactrice en chef du New England Journal of Medicine, maître de conférences à la Harvard Medical School et critique de l'industrie, l'a félicitée : « Je la vois comme quelqu'un dont l'établissement de recherche a cruellement besoin ». Arthur Caplan, professeur d'éthique médicale à l'université de Pennsylvanie, la voit comme un « taon dangereux » qui n'est pas toujours au courant de la science de certains traitements qu'elle critique : « C'est fou de dire que l’on ne fait pas de la recherche si l’on ne peut pas obtenir un consentement éclairé alors que l'alternative pourrait être la mort ». Il convient, cependant, qu'elle est justifiée d'essayer d'arrêter les procès qui impliquent des enfants si le but est d'étendre les droits du marché.
D'autres expériences qui ont suscité la colère de Vera Sharav impliquaient le test de médicaments anti-VIH sur des tout-petits dans le système de placement familial de New York. « Elle a aidé à saborder la recherche gouvernementale qui aurait payé 970 $ aux familles à faible revenu de Floride pour tester l'exposition de leurs enfants aux pesticides ménagers ».

## Filmographie
Vera Sharav a participé à plusieurs documentaires ou talk-show en tant que survivante de l'holocauste ou militante contre le système de santé occidental en général et américain en particulier.
- 2012 : Guerre contre la santé : le culte de la tyrannie de la FDA
- 2013 : L'épidémie silencieuse : l'histoire inédite des vaccins
- 2020 : Samuel Grenier (talk-show)]

## Controverse
Lors du 75e anniversaire du Code de Nuremberg à Nuremberg Vera Sharav a prononcé un discours, où elle a critiqué le vaccin COVID-19 en le comparant au Zyklon B qui a été utilisé pour assassiner plus d'un million de personnes pendant l'Holocauste. Son discours est considéré comme « relativisant l'Holocauste » par le Forum Juif Allemand pour la démocratie et contre l'antisémitisme (JFDA). 
Fait marquant, la ville de Nuremberg n’a pas participé à cette commémoration. Elle a même toléré, pour ne pas dire encouragé, une « contre-manifestation d’associations citoyennes » se disant indignée par les propos « révisionnistes minimisant la souffrance des victimes de l’holocauste » qu’elles attribuent aux associations opposées aux mesures sanitaires. 
Au lendemain de l’évènement, la presse locale « Nuremberger Nachrichten » a rédigé un article accusant madame Sharav d’avoir contribué à de telles offenses, en comparant les campagnes de vaccination aux crimes nazis. L'article souligne le fait que Vera Sharav « a osé établir une comparaison avec le troisième reich et mis en garde contre une répétition de l'Holocauste », en citant Eli Wiesel, qui a survécu au camp d'Auschwitz. Cependant, l'article omet de citer les arguments avancés par Vera Sharav dans lesquels elle voit de nombreuses analogies. Enfin, le journal dissimule le fait que Vera Sharav est elle-même Juive en ne la qualifiant que de « Roumaine, présentée comme une survivante de l'Holocauste » et non comme « Juive Roumaine, survivante de l'Holocauste ».Les propos semblent partisans.